# Llorenç Torres Nin
Llorenç Torres Nin, conegut en el món artístic com Mestre Demon (Sant Lluís, (Menorca), 15 de juliol de 1890 - Barcelona, 22 de desembre de 1964) va ser un músic, pianista i compositor menorquí. Molt aviat es va traslladar a Barcelona per a cursar-hi els estudis de música. Es donà a conèixer com intèrpret de música lleugera. Va ser el creador de l'Orquestra Demon's Jazz. Va compondre infinitat de partitures.

## Obra musical
Cançons
- 1928. Honolulu Moon. Vals
- 1930. Say no More. Fox trot
- 1930. Alma española.
- 1937. Caldolla. Havanera, amb lletra de F. Lloret
- Somni del mariner. Sardana
- Por un cariño. Cançó
- Ay, Rodolfo. Schottisch
- La Rambla. One-step
- Malvaloca. Pasdoble.
- D. Quijote. Pasdoble
- Ginesta. One-step

Espectacles
- 1926. Las pobres millonarias. Comèdia lírica en 2 actes. Llibret d'Emili Junoy. Cantables de Gerardo Álcazar. Teatre Eldorado de Barcelona.
- 1927. Charivari. Revista
- 1927. Reus, París y Londres. Llibre de Francisco Madrid. Teatre Apol·lo (Barcelona).
- 1928. Color. Revista. Teatre Nou (Avinguda del Paral·lel) de Barcelona.
- 1928. Kosmópolis
- 1929. 29. Revista. Lletristes: Brauli Solsona i Francisco Madrid. Teatre Goya (Barcelona).
- 1931. La taquillera del cinema. Estrenada al Teatre Nou de Barcelona.
- 1934. Espectacle Demon's Jazz. Al Teatre Barcelona
- 1951. Medio siglo de canciones.

Música de pel·lícules
- 1934. El cafè de la marina. Director: Domènec Pruna